# ملعب أوكويل
ملعب أوكويل (بالإنجليزية: Oakwell)‏، هي ملعب إنجليزي لكرة القدم في مدينة بارنسلي، أسست سنة 1887، وهي مقر نادي بارنسلي.

## المواقع الخارجية
- Photographs and details of Oakwell Stadium
- Satellite image of Oakwell